# Englewood Cliffs
Englewood Cliffs es un borough ubicado en el condado de Bergen en el estado estadounidense de Nueva Jersey. En el año 2000 tenía una población de 5.322 habitantes y una densidad poblacional de 983.2 personas por km².

## Geografía
Englewood Cliffs se encuentra ubicado en las coordenadas 40°52′57″N 73°57′9″O / 40.88250, -73.95250.

## Demografía
Según la Oficina del Censo en 2000 los ingresos medios por hogar en la localidad eran de $106,478 y los ingresos medios por familia eran $113,187. Los hombres tenían unos ingresos medios de $79,501 frente a los $42,019 para las mujeres. La renta per cápita para la localidad era de $57,399. Alrededor del 2.6% de la población estaba por debajo del umbral de pobreza.